# カロンノ・ヴァレジーノ
カロンノ・ヴァレジーノ（伊: Caronno Varesino）は、イタリア共和国ロンバルディア州ヴァレーゼ県にある、人口約4,800人の基礎自治体（コムーネ）。

## 地理

### 位置・広がり

#### 隣接コムーネ
隣接するコムーネは以下の通り。
- アルビッツァーテ
- カルナーゴ
- カスティリオーネ・オローナ
- カストロンノ
- ゴルナーテ＝オローナ
- モラッツォーネ
- ソルビアーテ・アルノ

### 地震分類
イタリアの地震リスク階級 (it) では、4 に分類される
。

## 行政

### 分離集落
カロンノ・ヴァレジーノには、以下の分離集落（フラツィオーネ）がある。
- Travaino, Stribiana, Palani , Cascina Papa , Cascina Trenca , Cascina Pollo , Sasso , Brughiera.